# Pau Riba i Romeva
Pau Riba i Romeva   (Palma, 7 d'agost de 1948 - Tiana, 6 de març de 2022) fou un artista iconoclasta i escriptor polifacètic català, reconegut principalment per la seva carrera musical com a cantautor i autor d'una vintena de discos. La seva obra, iniciada a mitjan dècada del 1960 i emmarcada dins el moviment de la contracultura, tingué un reconeixement relatiu per part de la crítica i una repercussió limitada en el gran públic, malgrat el seu segell únic i intransferible d'«artista total» i ser un modernitzador la llengua catalana en l'àmbit de la cançó que va saber connectar amb les noves generacions. L'obra més destacable n'és el disc doble Dioptria, que va ser escollit millor disc en català del segle xx per la revista Enderrock.

## Família
Pau Riba és pare de Caïm Riba i Pauet Riba, també músics, i germà de Mercè Riba i Carles Riba i Romeva. Alhora, és net per via materna de Pau Romeva, fundador d'Unió Democràtica de Catalunya, i per via paterna dels poetes Carles Riba i Bracons i Clementina Arderiu. És besnet d'Antoni Riba.
També és nebot d'Oriol Riba i cosí de Raül Romeva.
Riba, segon d'una família de nou germans, tingué cinc fills amb quatre dones diferents i vivia a la Casa Alta, una masia de Tiana, al Maresme.

## Biografia
Descendent d'una família burgesa, Pau Riba va néixer el 1948 a Palma dins un ambient purità, cristià, culte i catalanista. Això no obstant, fou referent cultural alternatiu: iconoclasta i inclassificable, transgressor i heterodox, mutant, escriptor, rocker, periodista, hippie i dissenyador. El 2016 en una entrevista al programa Versió RAC1 ell mateix es va autodefinir com a «penjarobes».

### Anys 1960
La seva activitat en el camp de la música va començar el 1964, quan amb el seu cosí segon i company de classe Jordi Casassas van formar el grup Els Troba-2. En aquella època va començar a escriure els primers poemes, alguns dels quals de seguida va transformar en cançons. Dos anys més tard va guanyar un accèssit al premi La vida nova de Cantonigròs pel recull de narracions curtes Carta a la vida.
El 1967 va demanar ser admès en Els Setze Jutges, però no el van acceptar per manca de coincidència esteticomusical amb els membres del grup, perquè el trobaven més a prop de Bob Dylan que no pas de Jacques Brel o de Georges Brassens. Riba, en resposta, va fundar el Grup de Folk junt amb un grup d'amics, Jaume Arnella, Jaume Sisa, Jordi Batiste i Oriol Tramvia, un col·lectiu artístic amb un nombre de membres més inespecífic, defensors d'una cançó més popular i combativa. Aquell mateix any va editar el seu primer disc, Taxista.
Paral·lelament a la seva inquietud per la música, Riba va explorar els camins del dibuix i del disseny gràfic. Després d'haver estudiat disseny i grafisme dos anys a l'Escola Massana, va aconseguir que la seva companyia discogràfica, Concèntric, li oferís un contracte. Així, Riba va passar a ser el responsable de la majoria de portades del segell i, al marge dels seus propis discos, també va treballar per a la resta d'artistes de la companyia: Lluís Llach, Grup de Folk, Maria del Mar Bonet i Guillermina Motta, entre d'altres.
El concert dut a terme pel Grup de Folk al Parc de la Ciutadella de Barcelona el maig del 1968 es va convertir en la referència d'un moviment emergent que va aconseguir arribar a influir en els costums sexuals, culturals i existencials de la societat catalana. La cançó «Noia de porcellana», del mateix any, va ser el preludi de la seva obra de referència: Dioptria, un àlbum editat per Concèntric entre els anys 1970 i 1971 en sengles lliuraments i considerat el primer disc de rock en català. Aquest disc es va presentar per la discogràfica amb la coberta d'un àlbum doble, però amb un sol disc, el grafisme és obra de Pau Riba i assoleix un nivell visual formidable i trencador que el feu doblement estimable i significatiu. Aquest treball és el retrat de la revolució hippie i de la influència creativa de l'àcid i de l'haixix. Pel que fa al contingut, Dioptria és una crítica ferotge a l'esperit petit burgès i a la família cristiano-progressista entesa com a cèl·lula bàsica de la societat. Riba cantà acompanyat pel grup Om, amb Toti Soler, Romà Escalas i Jordi Sabatés.
El 30 de gener de 1969 es casà amb Mercè Pastor a l'església de les Saleses, al Passeig de Sant Joan de Barcelona.

### Anys 1970
Després de ser desallotjat de la comuna on vivia a l'Avinguda del Tibidabo i de passar per aquest motiu la nit de Cap d'Any a la presó Model de Barcelona, l'any 1971 es va establir a Formentera durant l'eclosió hippy, on vivia a una casa sense electricitat ni aigua corrent i on van néixer els seus dos primers fills amb la seva companya Mercè Pastor: Pauet (al qual va dedicat Jo, la donya i el gripau, enregistrat allí a l'aire lliure) i Caïm.
L'estiu del 1975, un cop reinstal·lat a Barcelona, entre els enregistraments a Madrid dels LP Electròccid àccid alquimístic xoc i Licors va participar en el primer Festival Canet Rock, on se'l pot veure en la pel·lícula homònima de Francesc Bellmunt quan interpreta «Licors» mig despullat, en una actuació antològica. També participà en les tres edicions següents del mateix festival. Al Festival Canet Rock de 1977 va presentar amb Perucho's el treball Astarot universdherba, que part del públic va desaprovar i va qualificar de «llauna». Per aquest motiu, més endavant, el 1998, estrenaria el disc dins d'una llauna.
El 1978, va dissenyar el cartell de la quarta edició del Festival Canet Rock, que mostrava una Mare de Déu de Filippo Lippi i una gota de semen procedent de la lletra «o» de «Canet Rock» que connecta amb una piràmide que envolta la Mare de Déu, sota les paraules contrita contradictio virgo inseminanda. Per aquest cartell, l'organització del festival va haver de pagar 500.000 pessetes (uns 3.000 euros) de sanció al Govern civil per «greuge contra les creences religioses». S'afirma que aquest va rebre pressions d'alguns sectors de l'Església i de l'exèrcit, si bé el moviment catòlic Pax Christi va lamentar la multa.

### Anys 1980
Al llarg de la dècada del 1980, a més de participar en diverses pel·lícules va col·laborar, entre d'altres, en els suplements dominicals dels diaris La Vanguardia i El Periódico i va publicar la novel·la Ena i l'assaig sociopolític La gran corrida. També va treure els LP Amarga crisi i Transnarcís, on proposava l'estètica «trans» i llençava un manifest «en favor de la transcançó i en contra del tancament cultural i la normalització lingüística».
Amb Toti Soler, van realitzar un espectacle infantil, «Història de l'home que no feu mai res de profit», que van passejar per tot el país. La mateixa època, també va protagonitzar trenta capítols de la sèrie per a la normalització lingüística Digui, digui... on feia de taxista andalús.

### Anys 1990
Els anys 1990, a banda de participar en algunes pel·lícules més i seguir col·laborant en alguns periòdics i televisions (el 1992 va dirigir i presentar el programa Trif tong a TV3 i, a l'any següent, Daguerreotips al Canal 33) va projectar i dissenyar diversos esdeveniments i espectacles relacionats amb els Jocs Olímpics de Barcelona, l'Expo de Sevilla i altres efemèrides (com la celebració dels 25 anys del Grup de Folk o l'acte de col·locació de la primera pedra per la reconstrucció del Gran Teatre del Liceu, incendiat l'any 1994), va reprendre l'activitat musical amb el CD Disc dur, va musicar uns quants poemes dels seus avis, recopilats a De riba a riba, col·laborà amb els seus fills Pauet i Caïm (el trio Pastora) en l'espectacle Ribaibal i, més tard, a Cosmossoma (un treball amb el qual s'inicià com a autoeditor) i Astarot universdherba, un altre CD tancat hermèticament en una llauna de conserves on hi ha l'actuació en directe amb el grup Perucho's al Festival Canet Rock 77 i altres elements relacionats.

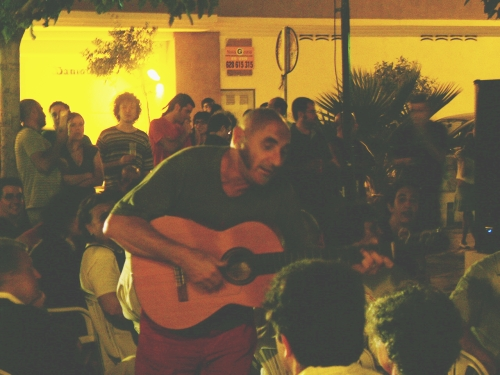
Espectacle en viu entre el públic a Tavernes de la Valldigna el 20 de juliol de 2007

L'any 1993, l'editorial La Magrana va editar una biografia seva. El 1995, mentre preparava l'exposició «Alter músiques natives», amb Víctor Nubla i Julià Guillamon, va conèixer Memi March, la seva futura companya i mare del seu fill Llull. El 1996 va participar en la primera edició del Doctor Music Festival que es va celebrar a Escalarre i que va congregar artistes de renom mundial com David Bowie, Lou Reed, Iggy Pop, Patti Smith i Bad Religion.
Per la Diada de Sant Jordi de l'any 1997, Edicions Proa edità Lletrarada (un llibre que reuneix les lletres de totes les seves cançons, algunes d'inèdites, i l'any 1998 va publicar Al·lolàlia, un recull de curiositats lingüístiques.

### Segle XXI
L'any 2001 va destrossar a Felanitx un mural de Barceló amb el consentiment de l'autor, per tal d'impedir que passàs a mans municipals. Va treure també el disc Nadadales, encartat en el llibre Jisàs de Netzerit (o capítol zero de la guerra de les galàxies), que es convertiria en un espectacle de sàtira politicosocial que d'aleshores reinterpretà cada any per Nadal, degudament actualitzat. També va col·laborar amb Albert Pla al disc Anem a dormir?.
L'any 2006 es va interpretar a ell mateix en la pel·lícula Salvador. També va protagonitzar la pel·lícula documental autobiogràfica Deixa'm en Pau. A més, va oferir quatre concerts amb la Banda dels Lladres, encapçalada per Jaume Pla «Mazoni». L'any 2008, es va editar el seu disc Virus laics. L'any 2009 fou declarat persona non grata pels Castellers de Barcelona, acusat de fer caure un castell durant l'espectacle «Copulacció».
El 2019, va publicar el treball Ataràxia amb l'Orchestra Fireluche, la peculiar formació d'instruments de joguina. L'ataràxia és un concepte grec que resumeix el sentiment de «pau, benestar i relaxació» amb què es va gestar el disc. El mateix any, amb motiu del 50è aniversari del doble disc Dioptria, inicià una extensa gira de concerts conjuntament amb De Mortimers amb el títol de «Dioptria50». El primer concert es realitzà el 12 d'abril al Teatre Joventut de l'Hospitalet de Llobregat, en el marc del festival Barnasants. L'any 2021, publicà el llibre de prosa poètica Història de l'univers, el qual comença amb les principals teories sobre la formació del cosmos i continua fins a l'origen i l'evolució de la vida al nostre planeta a través de l'anàlisi del llenguatge i la història de la humanitat.
Pau Riba va morir el 6 de març del 2022 als 73 anys d'edat, víctima d'un càncer de pàncrees que li havien diagnosticat uns mesos abans i que ell mateix va fer públic. El funeral es va celebrar al Tanatori de Sant Gervasi de Cassoles amb l'assistència de familiars, músics i amistats que van improvisar una festa-concert davant del taüt de fusta clara sense treballar, i en què Sisa, Oriol Tramvia i Enric Cassasses evocaren Riba.

## Llegat
L'editorial Males Herbes va publicar a títol pòstum el llibre amb què Riba va estar treballant abans de morir, Història de la música del s. XX (L'electrònica), i va escriure, intermitentment, durant 35 anys. A mig camí entre l'assaig i la història personal, l'obra de gairebé 500 pàgines ressegueix l'evolució dels instruments i les tècniques d'enregistrament, i el seu impacte en la societat. Riba hi reflexiona sobre la cultura juvenil, la contracultura i l'assimilació que n'acaba fent la indústria cultural, a més de narrar la seva experiència personal amb l'art i la seva manera d'entendre la música. La presentació del llibre es va fer el 22 de març de 2022 a la Llibreria Calders de Barcelona amb la presència de l'artista cíborg Neil Harbisson, amb qui havia col·laborat i que en va destacar «una capacitat de veure el futur i el passat alhora».
El 7 de juny de 2022, es va publicar el disc pòstum de Pau Riba amb l'Orchestra Fireluche, Segona florada, en el qual Riba havia estat treballant fins pocs dies abans de la seva mort. Tot i l'absència de Riba, la Fireluche va realitzar la presentació del treball en directe amb la veu de l'actor Jordi Subirà i la col·laboració de la seva companya de vida, Memi March, a qui Riba va homenatjar en aquest disc amb la cançó d'amor «Memimú», i també a la filla d'aquesta, Aina, a qui canta en la cançó «D'aina».

## Reconeixement
A títol pòstum, el 2022 va rebre la Medalla d'Honor del Parlament de Catalunya per l'exploració de l'expressió artística a través de diversos llenguatges i per l'obertura d'espais contraculturals entroncats amb la tradició pròpia, amb una indiscutible capacitat de mestratge.

## Discografia
| Data | Títol                               | Segell           | Comentaris |  |
| ---- | ----------------------------------- | ---------------- | --- |  |
| 1967 | Taxista                             | Concèntric       | EP |  |
| 1967 | El Nadal no té 20 anys              | Concèntric       | EP de Pau i Jordi amb Maria Amèlia Pedrerol, Llach i Maria del Mar Bonet                                                       |  |
| 1968 | En Pere Gallerí                     | Concèntric       | EP de 4 cançons amb Jordi Pujol i Cortès (Pau i Jordi)                                                                         |  |
| 1968 | El rei de Xauxa                     | Concèntric       | Senzill de dues cançons amb Jordi Pujol i Cortès (Pau i Jordi)                                                                 |  |
| 1968 | Noia de porcellana                  | Concèntric       | EP |  |
| 1968 | Folk-2                              | Als 4 Vents      | Junt amb Albert Batiste i la resta de membres del Grup de Folk                                                                 |  |
| 1969 | Miniatura                           |                  | EP amb Sisa, Cachas i Batiste                                                                                                  |  |
| 1969 | Dioptria                            |                  | Primer LP i primera part de la seva obra cabdal, considerat per Enderrock com el millor disc de rock en català de la història. |  |
| 1970 | Ars eròtica                         | Concèntric       | Senzill promocional |  |
| 1970 | Mareta Bufona                       | Concèntric       | Senzill promocional |  |
| 1970 | Dioptria / 2                        | Concèntric       | Segona part del Dioptria |  |
| 1971 | Jo, la donya i el gripau            | Edigsa           | Enregistrat a l'aire lliure a Formentera                                                                                       |  |
| 1972 | L'home estàtic                      | Concèntric       | Senzill |  |
| 1975 | Electròccid àccid alquimístic xoc   | Movieplay        | Publicat en la Sèrie Gong |  |
| 1977 | Licors                              | Movieplay        | Publicat en la Sèrie Gong |  |
| 1979 | Rollo roc                           | Edigsa           | Senzill |  |
| 1981 | Amarga Crisi                        | Edigsa           | |  |
| 1986 | Transnarcís                         | l'Eixample       | LP doble de 3 cares amb un llibre, llibrets i ampolletes de perfum                                                             |  |
| 1987 | Nadal                               | l'Eixample       | Senzill |  |
| 1993 | Disc Dur                            | On the Rocks     | |  |
| 1994 | De Riba a Riba                      | Taller de Músics | Publicat dins La Col·lecció del Taller (número 7)                                                                              |  |
| 1997 | Cosmossoma                          | Nuevos Medios    | |  |
| 1998 | Astarot Universdherba               | G3G              | Edició del concert experimental del Festival Canet Rock 77 amb Perucho's                                                       |  |
| 1999 | Joguines d'època i capses de mistos | PICAP            | |  |
| 2001 | Nadadales                           | Columna Edicions | |  |
| 2008 | Virus laics                         | Matriu/Matràs AC | |  |
| 2013 | Mosques de colors                   | Discmedi         | Amb Pascal Comelade |  |
| 2019 | Ataràxia                            | U98 Music        | Amb l'Orchestra Fireluche |  |
| 2022 | Segona florada                      | U98 Music        | Disc pòstum amb l'Orchestra Fireluche                                                                                          |  |

## Llibres
| Data | Títol                                                                             | Editorial                | Comentaris |
| ---- | --------------------------------------------------------------------------------- | ------------------------ | --- |
| 1968 | Cançons i poemes                                                                  | Les Hores Extres         | Dues-centes seixanta-vuit pàgines i pròleg de Raimon                                                                |
| 1976 | Graficolorància. Les cançons de Pau Riba il·lustrades per artistes internacionals | Pastanaga Editors        | Cent seixanta-quatre pàgines amb traduccions al castellà i pròleg d'Oriol Tramvia                                   |
| 1981 | Euro Rock                                                                         | Rowoht                   | |
| 1985 | Trànsit. Prosopopeia de la infància                                               | Taller d'Aixa/Cal·lígraf | Poemes amb il·lustracions i gravats de Mercè Riba                                                                   |
| 1987 | Ena                                                                               | Quaderns Crema           | Novel·la de tres-centes pàgines                                                                                     |
| 1988 | La gran corrida                                                                   | Quaderns Crema           | Cent dotze pàgines d'entrevistes                                                                                    |
| 1997 | Lletrarada                                                                        | Proa                     | Cançons, amb pròleg de Julià Guillamon i epíleg d'Enric Casasses                                                    |
| 1998 | Actors gramàtics                                                                  | Matriu/Matràs            | Poesia (amb Jaume Sisa)                                                                                             |
| 1999 | Al·lolàlia                                                                        | Proa                     | Recull d'articles amb pròleg de Màrius Serra                                                                        |
| 2001 | Jisàs de Netzerit                                                                 | Columna                  | Llibre-disc amb il·lustracions de Max i Pere Joan                                                                   |
| 2006 | Nosaltres els terroristes                                                         | Matriu/Matràs            | Assaig polític |
| 2006 | Màximes maximalistes                                                              | Arola                    | Poesia, amb imatges de Francesc Vidal                                                                               |
| 2014 | Sa meu mare                                                                       | Ara Llibres              | Narrativa |
| 2021 | Història de l'univers                                                             | Males Herbes             | Prosa poètica amb una sòlida base científica, explica una de les històries més belles i apassionants que existeixen |
| 2022 | Història de la música del s. XX (L'electrònica)                                   | Males Herbes             | Història sobre la relació entre el so i la tecnologia i el seu impacte en el públic                                 |

## Filmografia
- Entrevista a l'Ara (2021)
- Deixa'm en Pau (Manel Mayol, 2006)
- L'home còsmic (TV3, 2022)